# Vikkstar123
Vikram Singh Barn (født 2. august 1995), bedre kendt under onlinenavnet Vikkstar123, i dagligt sprog bare Vikkstar eller Vik, er en britisk youtuber, som er mest kendt for at være medlem af YouTuber-gruppen The Sidemen.

## Karriere
Vik oprettede sin YouTube-kanal i 2010, og fik i starten moderat succes med videoer omkring Call of Duty-serien. Efter at have været fokuseret på Call of Duty i 3-4 år, begyndte Vik at bruge mere tid på andre spil, og så især stor succes med Minecraft, som ledte til stor vækst for hans kanal.
En af de andre spil som Vik bevægede sig ud i var Grand Theft Auto V, og i 2013 blev han medlem af Sidemen gruppen. Vik var unik fra de andre medlemmer af Sidemen i det at han ikke var aktiv i FIFA-serien, hvor at de andre seks medlemmer havde fundet deres succes på YouTube.